# Hugin i Munin
Hugin i Munin (staronordijski Huginn i Muninn) su gavrani nordijskoga boga Odina.
Iako Odin vidi cijeli svijet sa svoga prijestolja Hlidskjalfa, svakoga jutra šalje Hugina, to jest Misao, i Munina, to jest Sjećanje, da oblete svijet i prikupe mu vijesti o tome što se događa.
Hugin i Munin se vraćaju za ručak, sjedaju na Odinova ramena i šapću mu na uho novosti. Zato je jedno od Odinovih imena i Hrafnagud ili Gavran−Bog.
Hugina i Munina spominje se u Grímnismálu, pjesmi iz Starije edde:
| (Grímnismál, 20)             | (Grímnismál, 20)              |
| ---------------------------- | ----------------------------- |
| Huginn ok Muninn             | Hugin i Munin                 |
| fliúga hverian dag           | lete svaki dan                |
| iörmungrund ifir;            | zemljinim prostranstvom;      |
| óumk ek Huginn               | bojim se da Hugin             |
| at hann aptr ne kome,        | vratiti se neće,              |
| þó siámk ek meirr um Muninn. | još se više brinem za Munina. |
|                              | (prevela Dora Maček)          |